# Luigi Martignon
Luigi Martignon (Milano, 26 novembre 1911 – Brescia, 10 novembre 1984) è stato un pittore e incisore italiano, figurativo, sensibile e riservato.

## Biografia
Interessato al disegno e alla pittura fin dalla giovinezza frequentò prima la Scuola Superiore
di Pittura e poi dal 1933 l'Accademia di Brera di Milano;
studiò sotto la guida di Aldo Carpi e Benvenuto Disertori e si diplomò nel 1937
con premio della stessa Accademia.
Si dedicò all’attività artistica partecipando a Milano a mostre
,
alle selezioni dei Prelittoriali

e quindi alle mostre dei Littoriali della Cultura e dell’Arte di Firenze (1934)
,
Roma (1935) e Venezia (1936)

.
Nel 1936 espose a Vipiteno

;
in seguito a Milano partecipò a mostre al Palazzo della Permanente e al Castello Sforzesco,
dove si aggiudicò il 2º premio nel Concorso bandito nel 1937

.
Fu vicino ai pittori che si riunirono poi nel gruppo di Corrente, in particolare a Bruno Cassinari,
con cui condivise un lungo viaggio artistico in Toscana.
Dopo il servizio militare come Ufficiale dei Granatieri (1937-1938), nel 1939 si trasferì in Germania.
Qui, nonostante le difficoltà del periodo bellico, proseguì l’attività artistica con personali a Schweidnitz (ora Świdnica, in Polonia) nel 1943 e a Salzgitter-Lichtenberg nel 1946.
Rientrato in Italia nel 1946, colpito negli affetti familiari, si ritirò praticamente dall’attività pubblica
con sporadiche presenze ad eventi artistici come la partecipazione alla III Mostra d’Arte Contemporanea
al Palazzo Reale di Milano nel 1966
.
Continuò l’attività di pittore e grafico a Brescia dove morì nel 1984.

## Galleria d'immagini

Dipinti ad olio
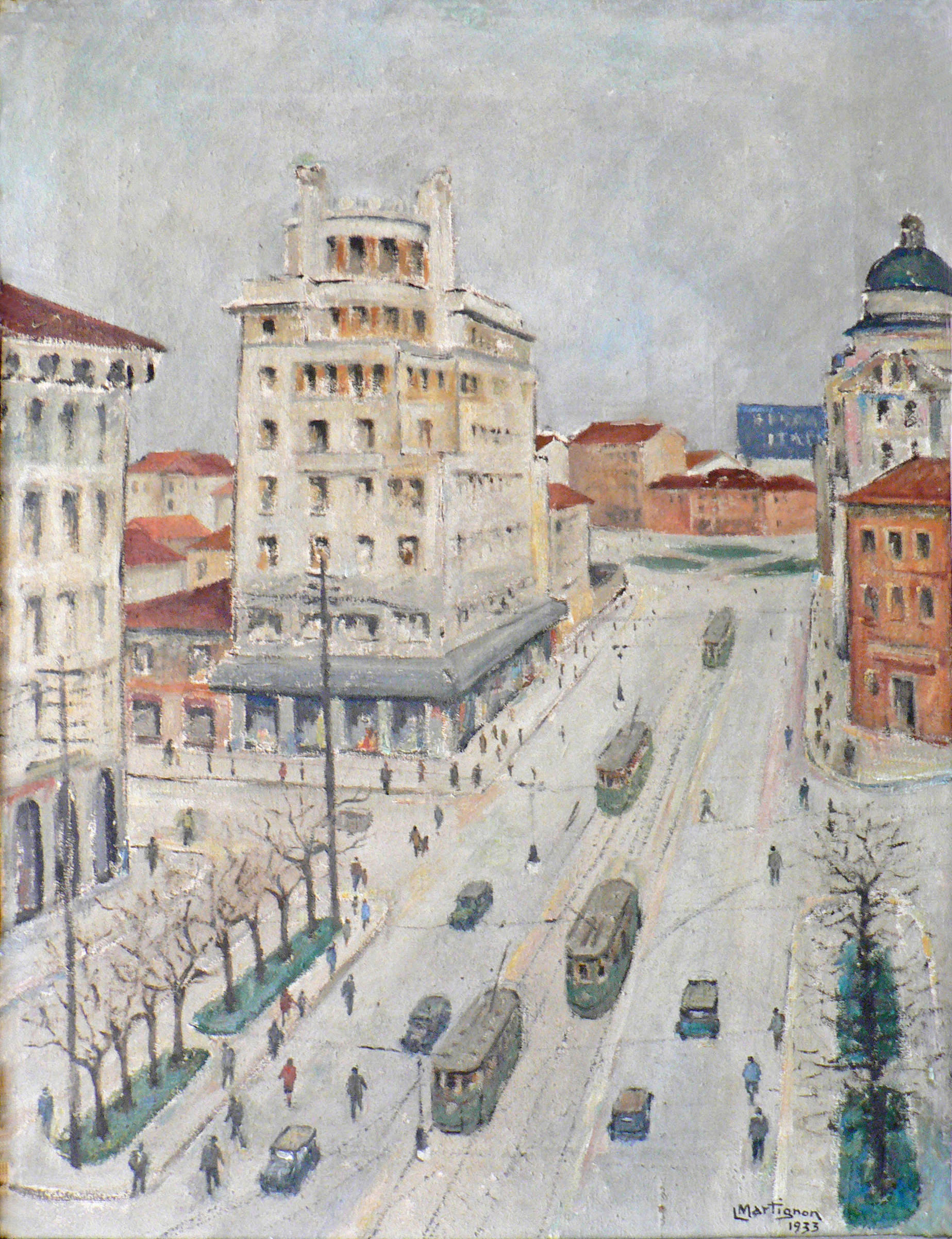
Milano Corso Buenos Aires 1933
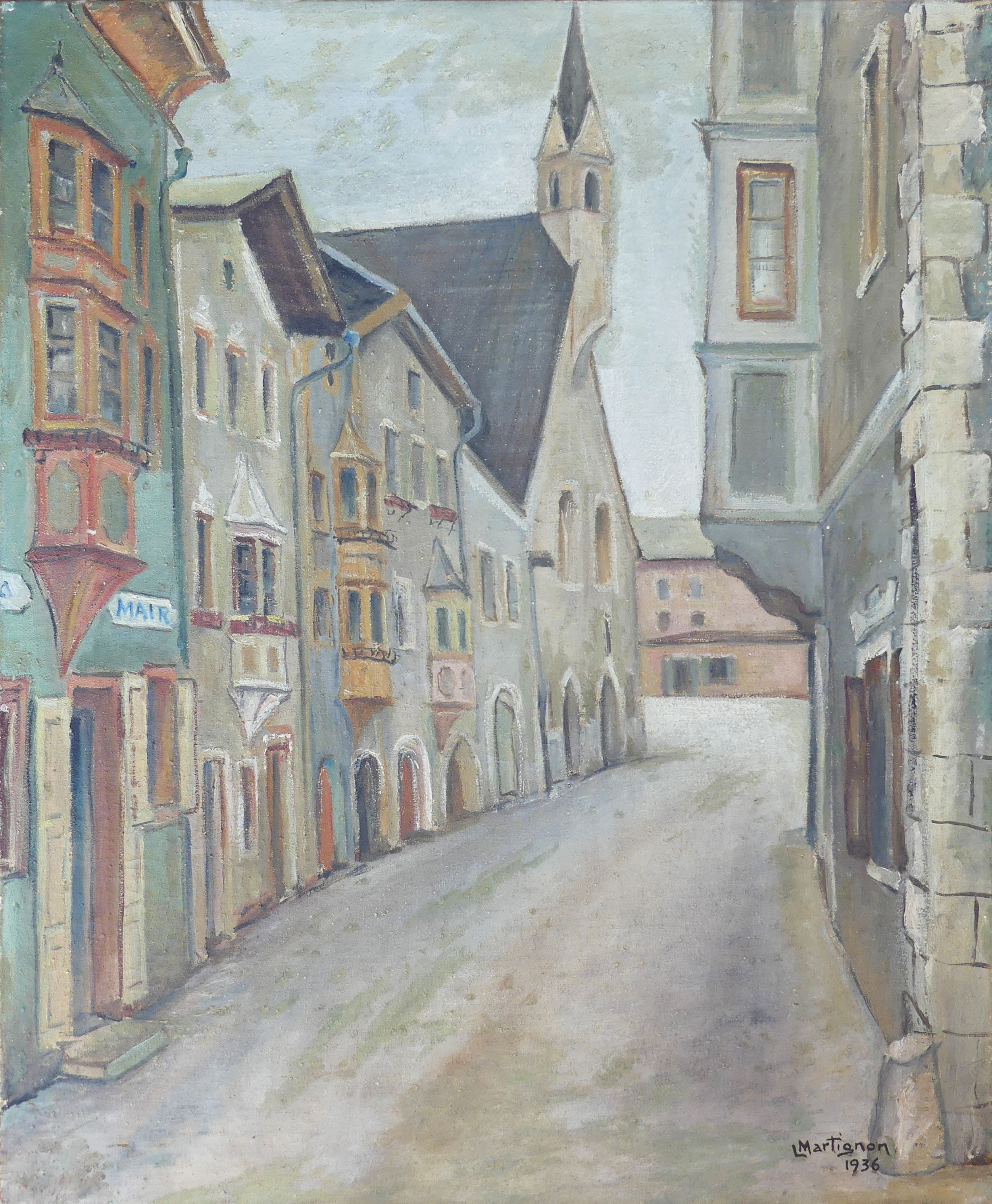
Vipiteno Via Città vecchia - Sterzing Altstadt 1936
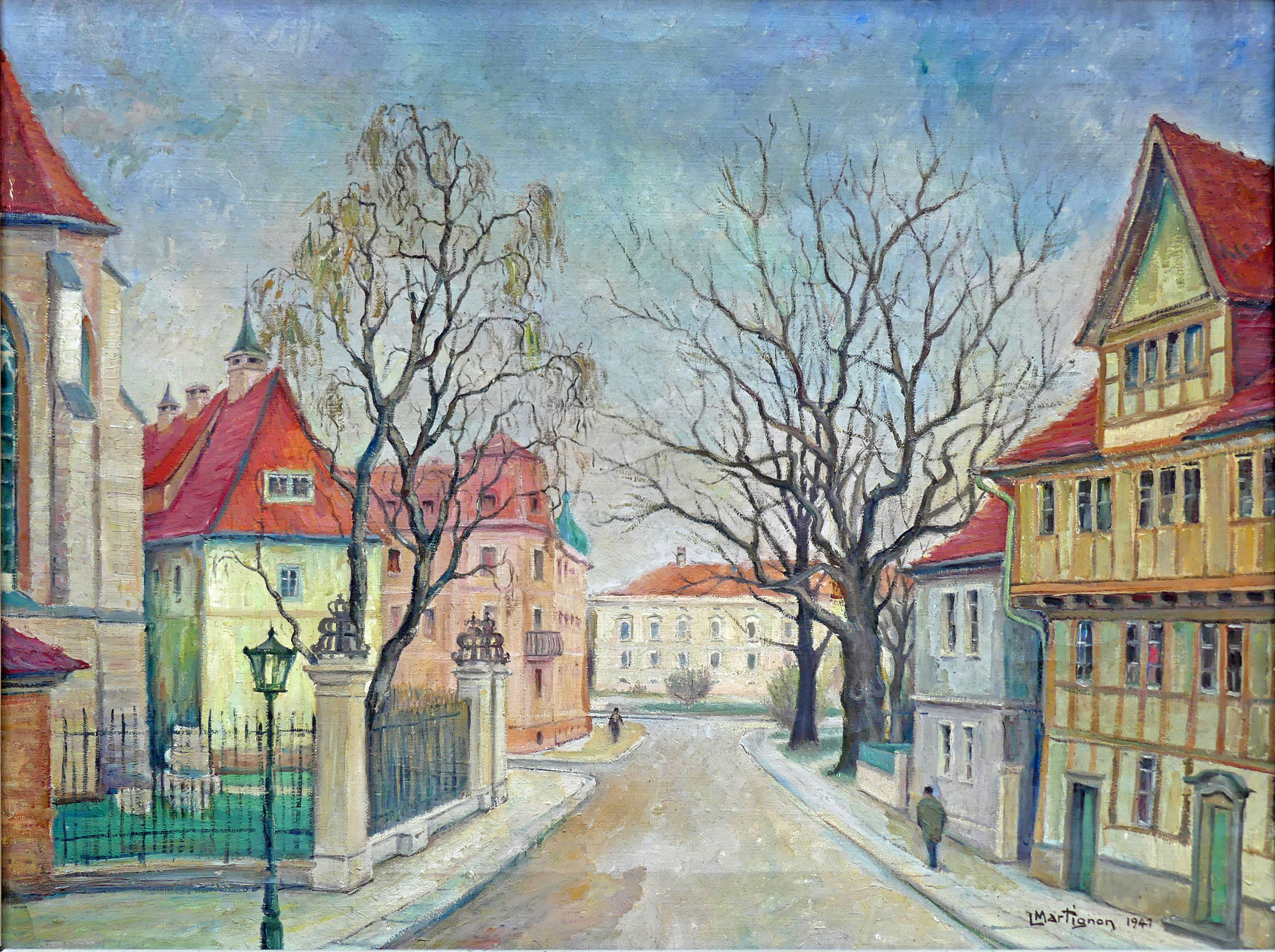
Braunschweig Hinter Ägidien 1941
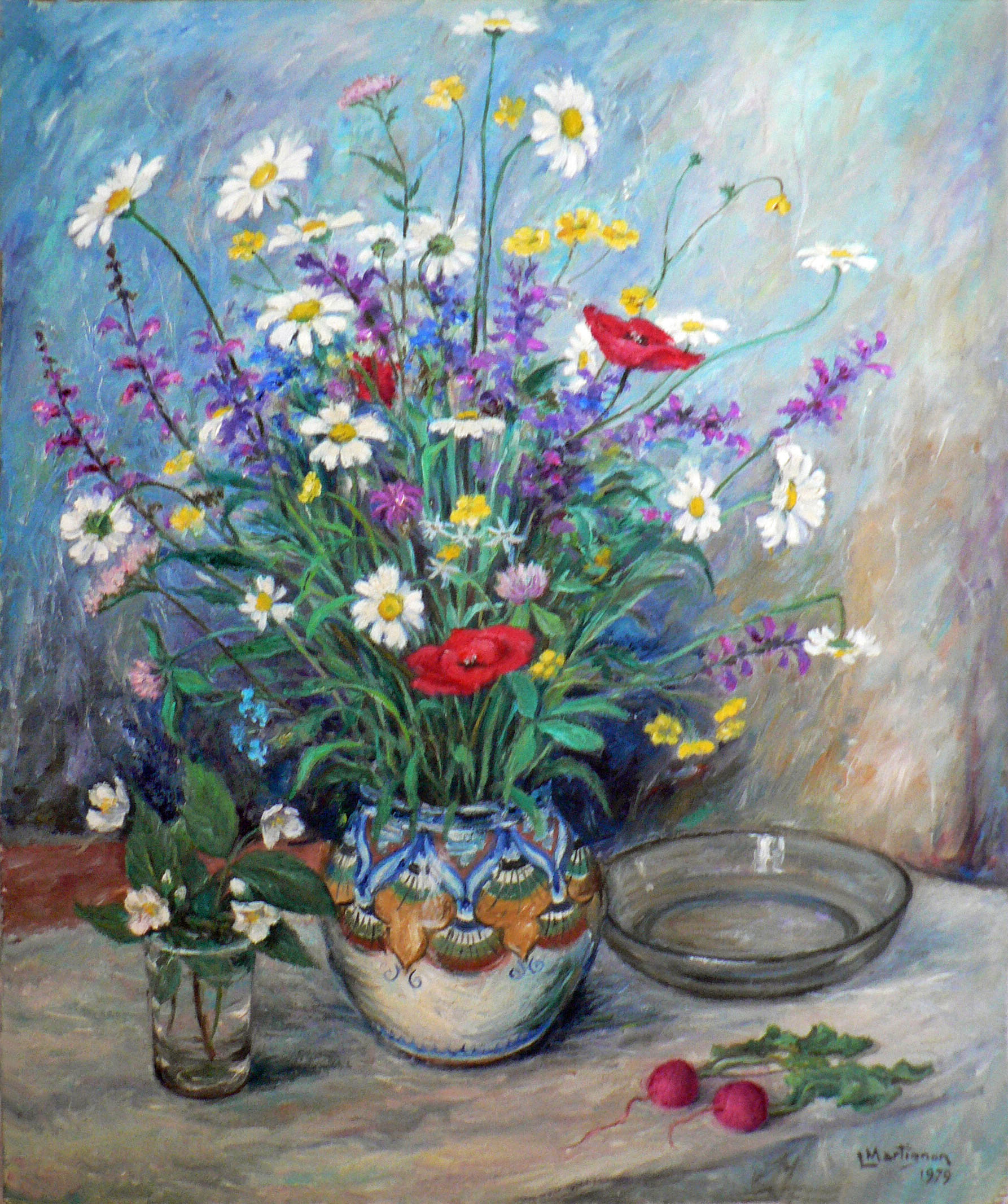
Fiori di campo 1979

Acquerelli
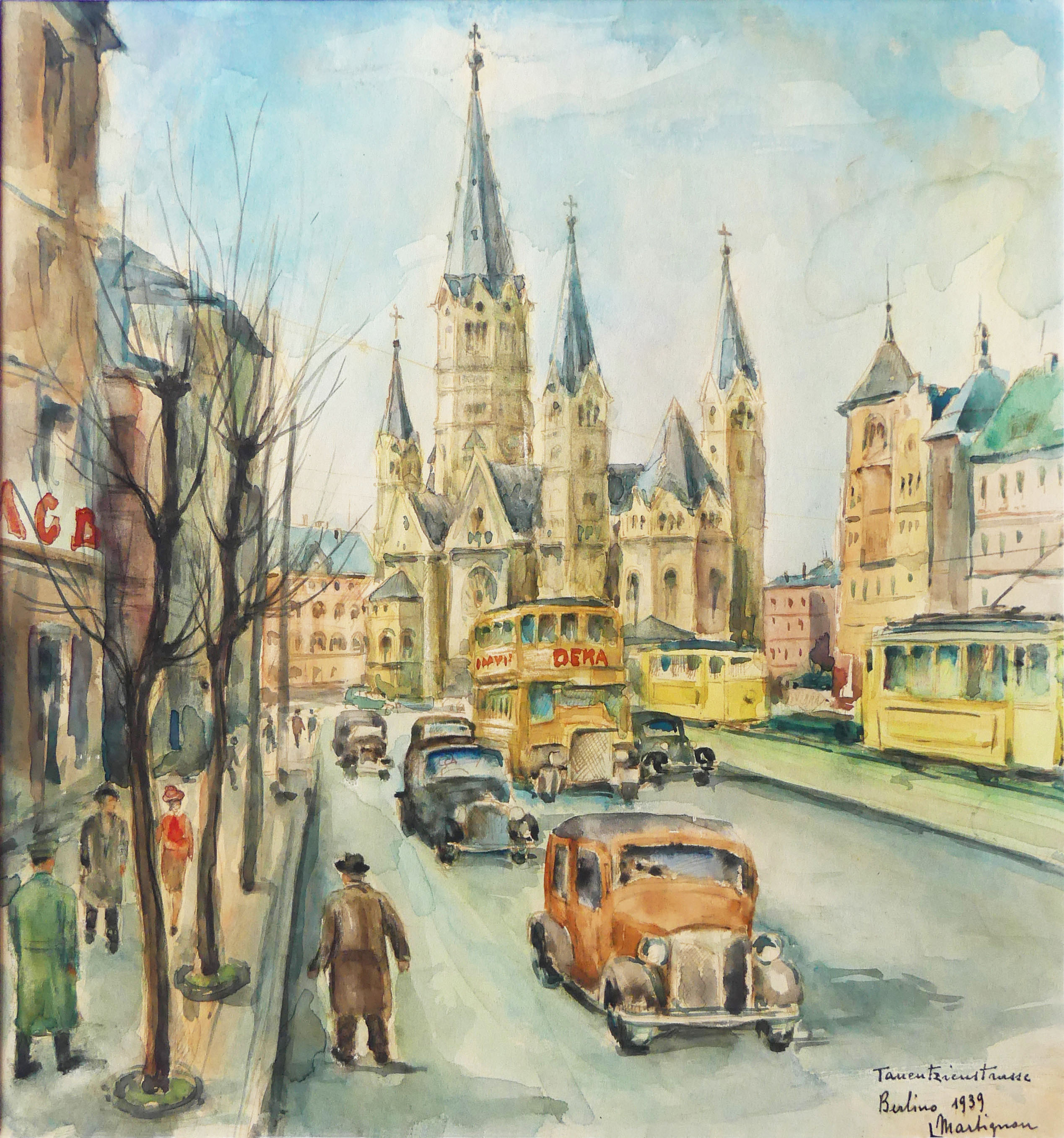
Berlin Tauentzienstrasse 1939
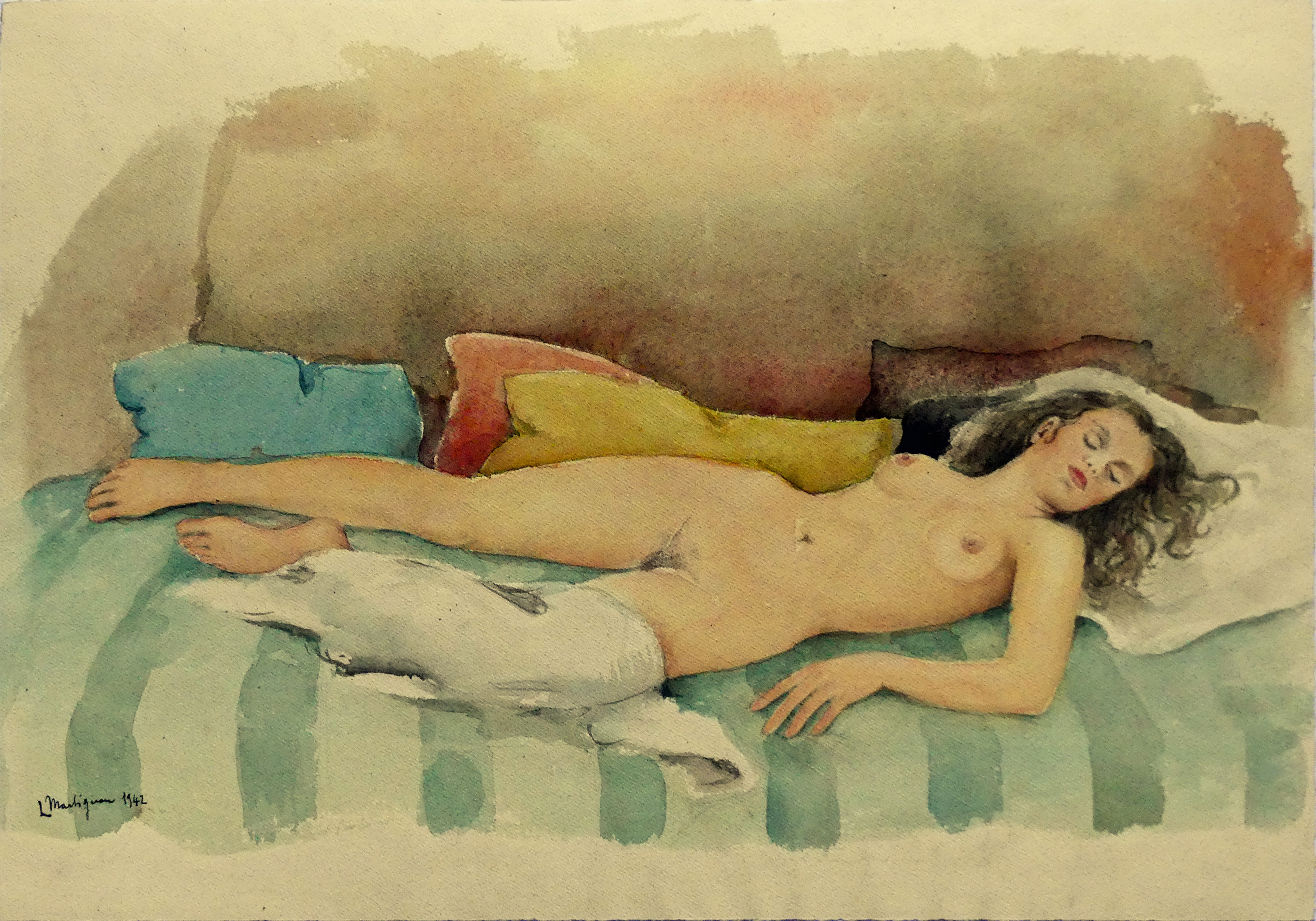
Nudo disteso 1942
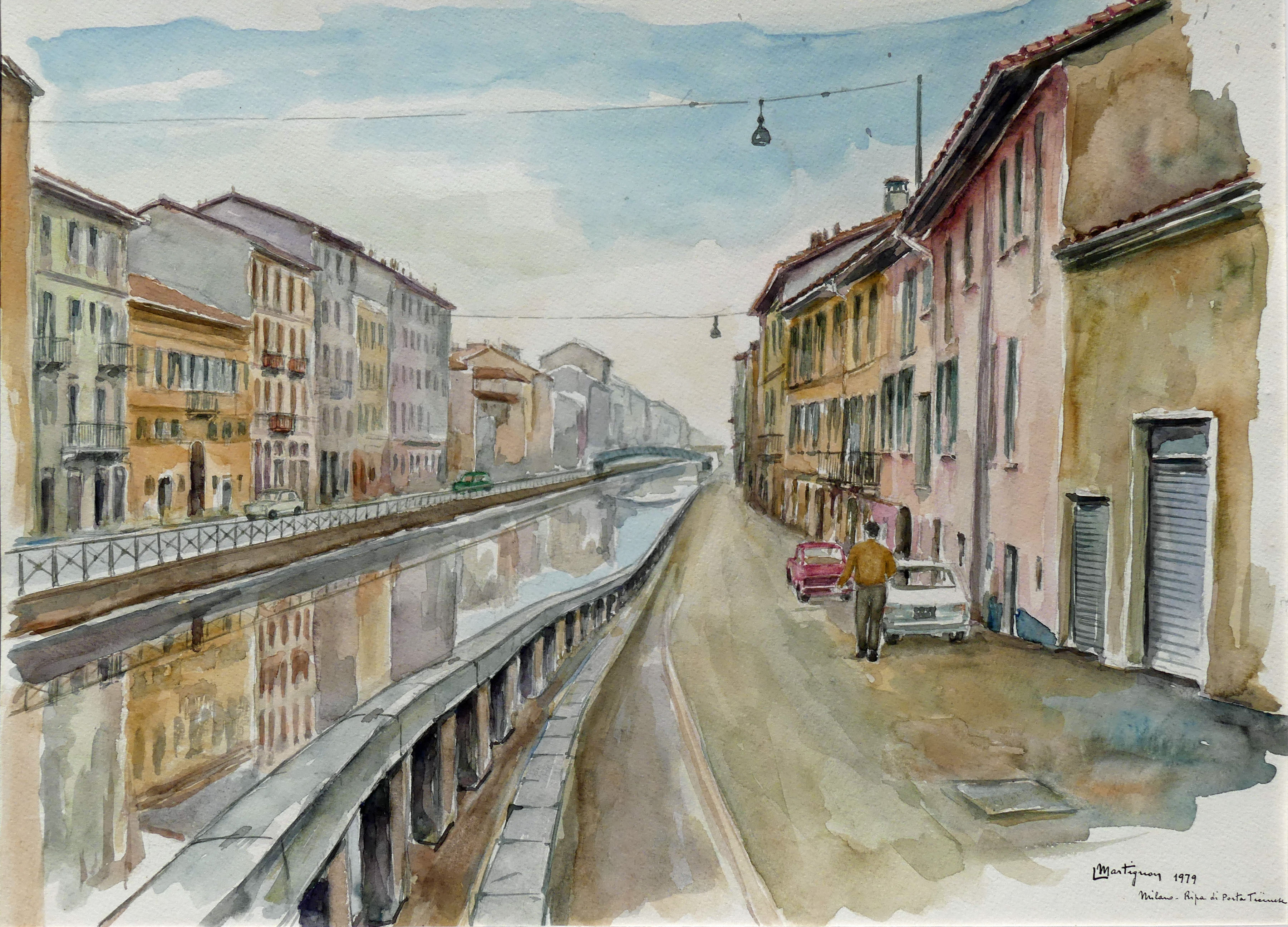
Milano Ripa di Porta Ticinese 1979

Incisioni
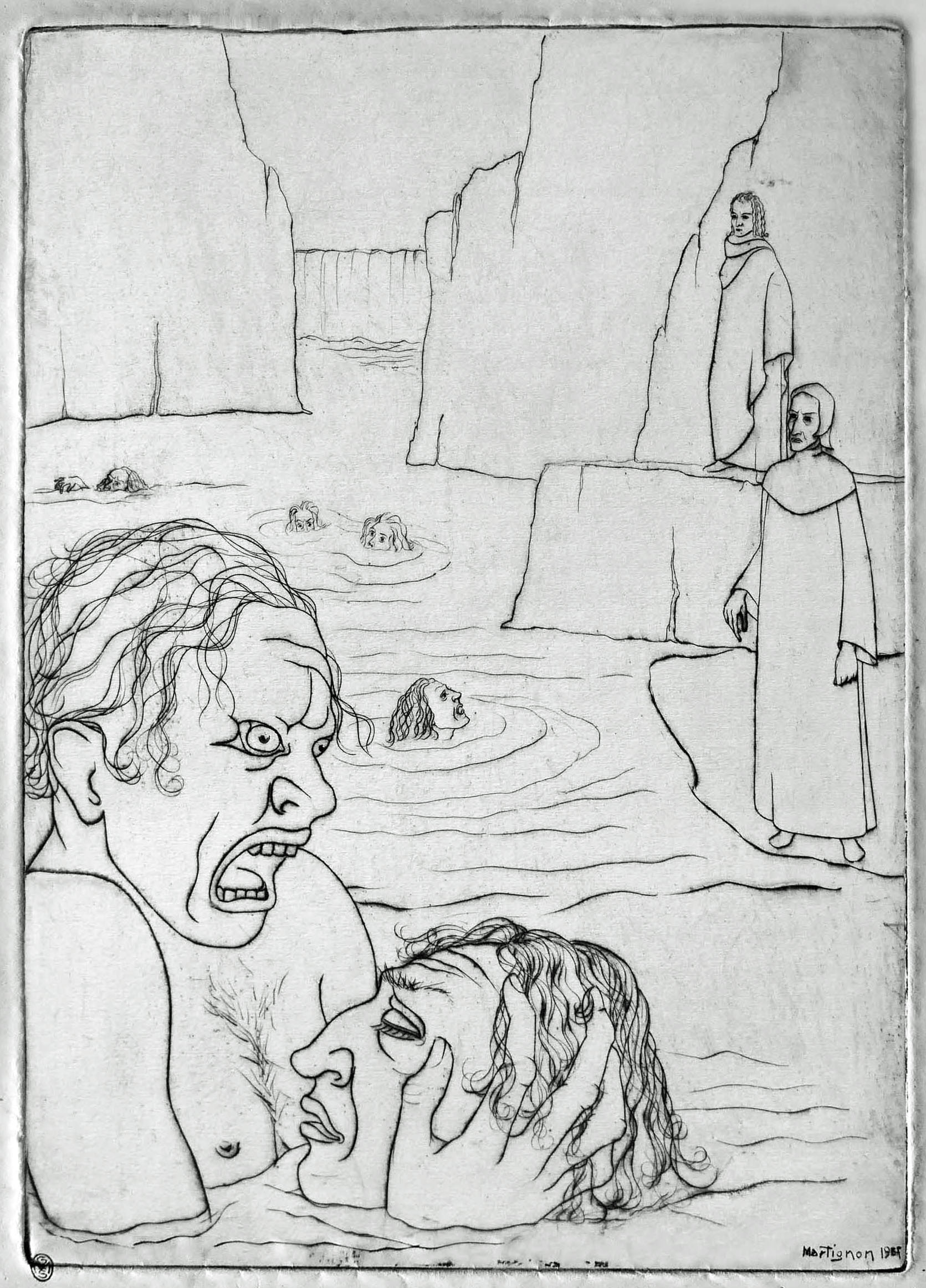
La bocca sollevò dal fiero pasto 1937
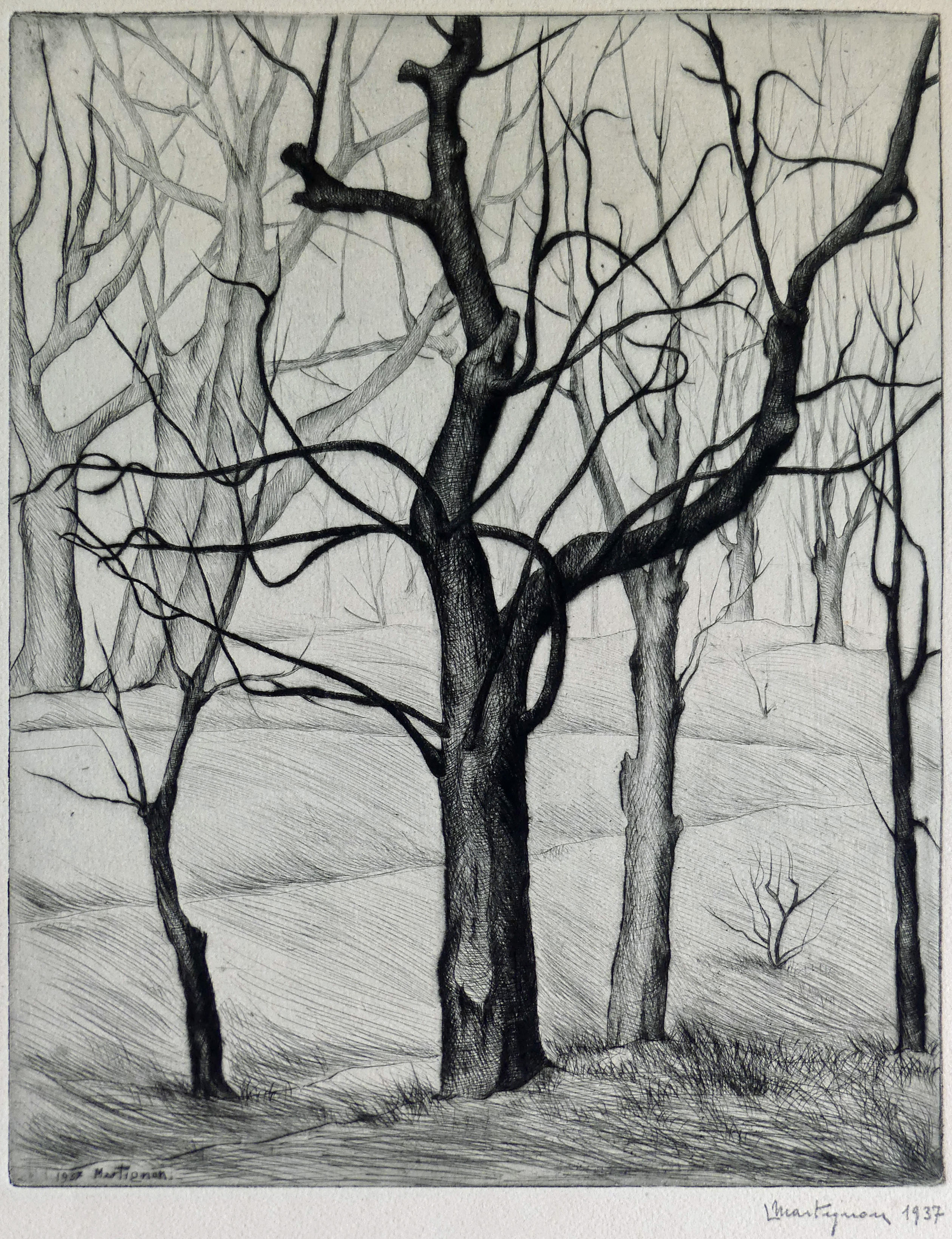
Piante 1937
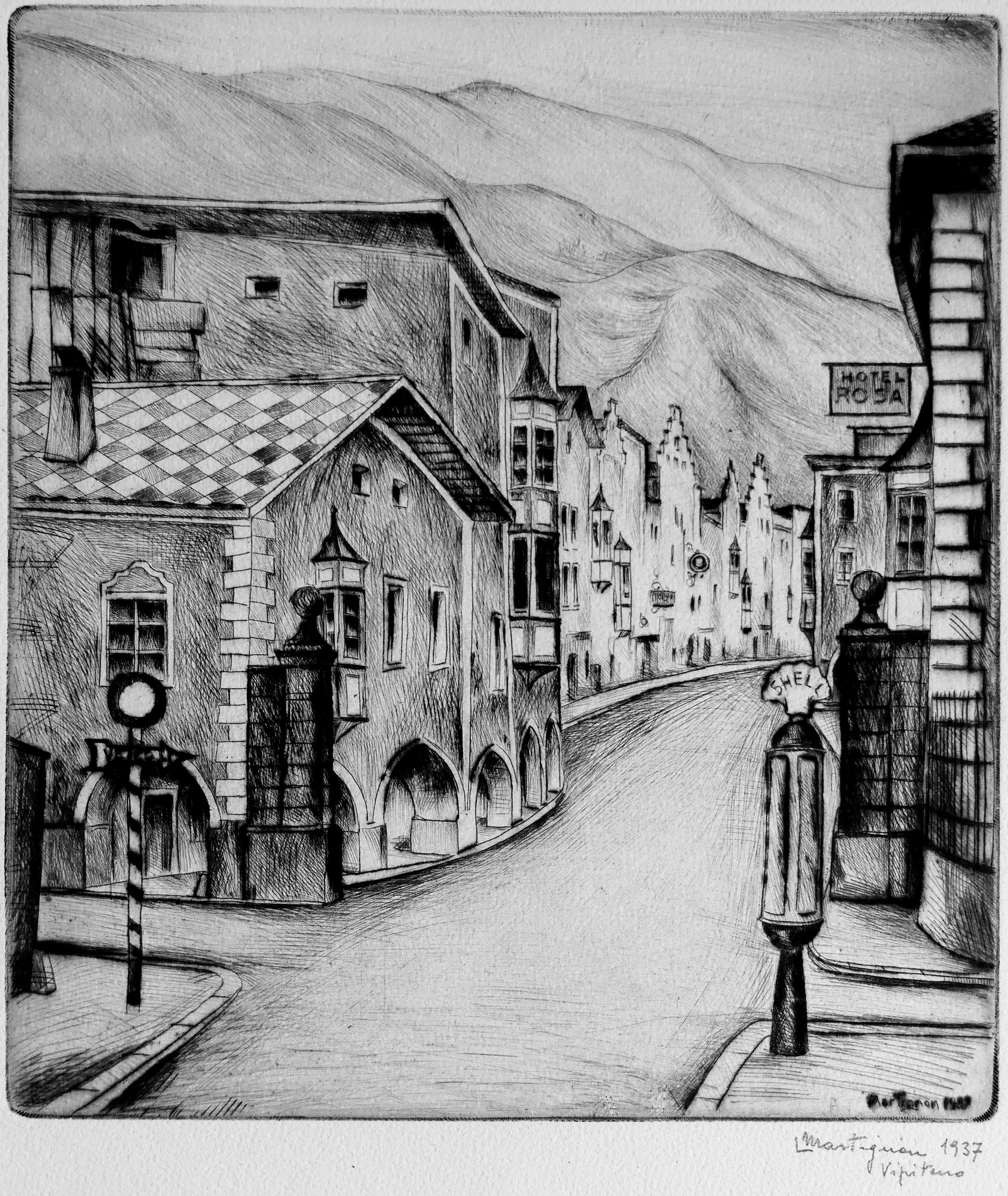
Vipiteno Via Città nuova - Sterzing Neustadt 1937